# Dan Fägerquist
Dan Fägerquist, född 29 mars 1974 i Göteborg, är en svensk sångare och gitarrist. Han har spelat in två skivor med sånger av den ryske vissångaren och skådespelaren Vladimir Vysotskij. Medverkar som sångare och kompositör i Kråkorkestern.

## Diskografi
- 2000 - Sånger av Vysotskij
- 2005 - Live på Mosebacke